# 19. granátnická divize SS (2. lotyšská)
19. Waffen-Grenadier Division der SS (lettische Nr. 2) byla jedna z divizí Waffen-SS, která bojovala ve druhé světové válce. Jádro divize bylo podobně jako u její sesterské divize 15. Waffen-Grenadier Division der SS (lettische Nr. 1), tvořeno německými vojáky, kteří byli doplněni lotyšskými dobrovolníky.

## Vznik
Divize byla zformována, když 2. Lettische SS-Freiwilligen-Brigade byla přeměněna na divizi. Základ divize byl tvořen třemi pěchotními pluky, jedním dělostřeleckým a divizním velením. Důstojníci a mužstvo byli až na plukovní a divizní velení převážně lotyšské národnosti.

## Nasazení
Od března do července 1944 vedla divize obranné boje jižně od města Pskov, které se nachází v západní části Ruska. Zde byla nasazena společně se svojí sesterskou divizí 15. Waffen-Grenadier Division der SS (lettische Nr. 1). Obě divize však měly v bojích značné ztráty a proto se daly na ústup.
Do října 1944 divize ustoupila přes východní část Lotyšska, než byla obklíčena Rudou armádou v Kurlandské kapse. Zde podstoupila tvrdé boje až do května 1945, kdy Německo kapitulovalo. Velká část vojáků skončila v sovětském zajetí, avšak zbytek se rozhodl vést partyzánský boj proti sovětským vojskům jako tzv. lesní bratrstvo.

## Osud zajatců
Protože byli lotyšští vojáci považováni Sověty za občany Sovětského svazu, nebyli bráni jako váleční zajatci. Byli vyslýcháni a buď odsouzeni k mnohaletým trestům nebo popraveni za vlastizradu. Později se mnoho příslušníků divize vrátilo zpět do vlasti.

## Názvy
- Lettische SS-Freiwilligen-Brigade (květen 1943 – říjen 1943)
- 2. Lettische SS-Freiwilligen-Brigade (říjen 1943 – leden 1944)
- 19. Lettische SS-Freiwilligen-Division (leden 1944 – květen 1944)
- 19. Waffen-Grenadier-Division der SS (lettische Nr. 2) 	(květen 1944 – květen 1945)

## Velitel divize
- SS-Brigadeführer Hinrich Schuldt (7. leden 1944 – 15. březen 1944)
- SS-Standartenführer Friedrich-Wilhelm Bock (15. březen, 1944 – 13. duben 1944)
- SS-Gruppenführer Bruno Streckenbach (13. duben 1944 – 8. květen 1945)

## Náčelník štábu
- SS-Sturmbannführer Hans Koop 	(? 1944 – 1. březen 1945)

## Oblasti operací
- Východní fronta, severní sektor	(březen 1944 – květen 1945)

## Početní stavy divize
| Měsíc    | Rok  | Počet  |
| prosinec | 1943 | 8 033  |
| červen   | 1944 | 10 592 |
| prosinec | 1944 | 9 396  |

## Držitelé rytířského kříže
- Waffen-Untersturmführer der SS Miervaldis Adamsons (25. ledna, 1945 jako velitel Waffen-Grenadier Regiment der SS 44)
- Waffen-Untersturmführer der SS Roberts Ancans (25. leden, 1945 za jeho služby ve Nahkampfschule a ve SS-Feld Ersatz Battalion 19 )
- Waffen-Hauptscharführer der SS Zanis Ansons (25. leden, 1945 jako velitel čety v 3. Kompanie/Waffen-Grenadier Regiment der SS 44)
- Waffen-Hauptsturmführer der SS Zanis Butkus (21. září, 1944 za zásluhy ve Waffen-Grenadier Regiment der SS 43)
- Waffen-Obersturmführer der SS Andrejs Freimanis (5. května, 1945 během jeho služby ve Waffen-Grenadier Regiment der SS 44)
- Waffen-Obersturmführer der SS Roberts Gaigals (5. května, 1945 během služby ve WWaffen-Grenadier Regiment der SS 42 Voldemars Veiss)
- Waffen-Obersturmbannführer der SS Nikolajs Galdins (25. leden, 1945 jako velitel Waffen-Grenadier Regiment 42 der SS Voldemars Veiss)
- Waffen-Sturmbannführer der SS Voldemars Reinholds (9. květen, 1945 jako velitel Waffen-Grenadier Regiment der SS 43 Hinrich Schuldt)
- Waffen-Unterscharführer der SS Alfreds Riekstins (5. duben, 1945 jako velitel 1. čety ze SS-Füsilier Battalion 19)
- Waffen-Standartenführer der SS Voldermars Veiss (9. únor, 1944 jako velitel Kampfgruppe Veiss)

## Složení divize
- Waffen-Grenadier Regiment der SS 42 Voldemars Veiss (42. pluk granátníků Waffen-SS Voldemars Veiss)
- Waffen-Grenadier Regiment der SS 43 Hinrich Schuldt (43. pluk granátníků Waffen-SS Hinrich Schuldt)
- Waffen-Grenadier Regiment der SS 44 (44. pluk granátníků Waffen-SS)
- Waffen-Artillerie Regiment 19 (19. pluk dělostřelectva Waffen-SS)
- SS-Füsilier Battalion 19 (19. střelecký prapor SS)
- SS-Panzerjäger Abteilung 19 (19. stíhačů tanků SS)
- SS-Flak Abteilung 19 (19. oddíl protiletecké obrany SS)
- SS-Pionier Battalion 19 (19. ženijní prapor SS)
- SS-Feld Ersatz Battalion 19 (19. polní náhradní prapor SS)
- SS-Nachschub Truppen 19 (19. zásobovací četa SS)
- SS-Sanitäts Abteilung 19 (19. sanitní oddíl SS)
- SS-Feldpostamt 19 (19. úřad polní pošty SS)
- SS-Nachrichten-Abteilung 19 (19. zpravodajský oddíl SS)